# Heinz Kadow
Heinz Kadow (* 28. Februar 1934) ist ein deutscher Leichtathletikfunktionär und -trainer.

## Leben
Kadow schloss 1957 ein Studium an der Deutschen Hochschule für Körperkultur (DHfK) in Leipzig mit seiner Diplomarbeit „Technik und Taktik der individuellen Verteidigung gegen Korbwürfe im Basketballspiel“ ab. 1964 wurde ebenfalls an der DHfK seine Doktorarbeit (Thema: „Die Militärische Körperertüchtigung in der Nationalen Volksarmee und die Vorbereitung von Armeeangehörigen auf das allgemeine moderne Gefecht: zu den Prinzipien eines neuen Ausbildungsprogramms in der Militärischen Körperertüchtigung“) angenommen.
1966 brachte er mit Günter Lammich das Buch Spiele für das Fußballtraining heraus, welches später mehrfach neu aufgelegt wurde. Er befasste sich in Aufsätzen in der Zeitschrift Theorie und Praxis des Leistungssports zudem unter anderem mit trainingswissenschaftlichen Themen, dem Kinder- und Jugendsport, der Rolle des Trainers und Analysen von Leichtathletik-Wettkämpfen auf Höchstleistungsniveau.
1985 wurde Kadow Generalsekretär des Deutschen Verbandes für Leichtathletik der DDR. Nach dem Ende der DDR wurde er als Leichtathletiktrainer in Südkorea tätig.